# David Cesarani
David Cesarani, född 13 november 1956 i London, död 25 oktober 2015 i London, var en brittisk historiker med judisk historia och Förintelsen som specialiteter. Han gav år 2004 ut Eichmann: His Life and Crimes (svensk översättning: Adolf Eichmann: byråkrat och massmördare, 2005).

## Fotnoter
1. ↑  SNAC, SNAC Ark-ID: w62c18hn, läs online, läst: 9 oktober 2017.[källa från Wikidata]
2. 1 2 3  Aluf Benn (red.), Haaretz, Amos Schocken, 26 oktober 2015, läs online .[källa från Wikidata]
3. ↑  26 oktober 2015, läs online, läst: 28 oktober 2015.[källa från Wikidata]
4. ↑  Who's who, A & C Black.[källa från Wikidata]